# Ил-76
Ил-76 (по кодификации НАТО: Candid — с англ. — «искренний, прямой») — советский и российский тяжёлый военно-транспортный самолёт, разработанный в ОКБ Ильюшина по проекту и под руководством  Г. В. Новожилова; первый в истории СССР военно-транспортный самолёт с турбореактивными двигателями.
Серийно производился в Узбекистане на Ташкентском авиационном производственном объединении имени В. П. Чкалова. В 2010 году производство самолёта было официально перенесено в Россию на завод «Авиастар-СП» в Ульяновске.

## Описание
Ил-76 предназначен для транспортировки техники и грузов различного назначения. Самолёт способен доставлять, в зависимости от модификации, грузы максимальной массой 28—60 т на расстояние 3600—4200 км с крейсерской скоростью 770—800 км/ч.
Грузовая кабина имеет размеры 24,5 м в длину (из которых 4,5 приходится на рампу), 3,46 м в ширину и 3,4 м в высоту; наклонная грузовая рампа служит одновременно трапом для въезда техники. Пространство под полом грузовой кабины используется под вспомогательные грузовые отсеки для размещения различного снаряжения. Нагрузка на рампу разрешена до 2000 кг. Все кабины Ил-76 герметизированы, что даёт возможность перевозить 145 (в двухпалубном варианте — 225) солдат с личным оружием или обеспечить выброс 126 человек десанта. Самолёт может транспортировать всю номенклатуру боевой техники воздушно-десантных дивизий. Один Ил-76 может десантировать парашютным способом на десантных платформах до трёх единиц техники (БМД-1, БМД-2, БТР-Д или ГАЗ-66), допустимо с сопровождающим десантом до 21 человека. Теоретически возможна перевозка четырёх единиц техники, но на практике перевозят не больше трёх. Также может перевозить большую часть техники мотострелковых дивизий.
Самолёт способен брать на борт до 109 000 л топлива и преодолевать расстояние до 6700 км со средним расходом топлива 9 т/час, перегоночная дальность до 10 500 км.
Предназначен для эксплуатации на бетонированных и грунтовых аэродромах с прочностными характеристиками не ниже 0,6 МПа, способен выполнить посадку на ледовый аэродром Антарктиды.
Длина разбега на взлёте составляет 1500—2000 м, а пробег при посадке 930—1000 м.
Ил-76 позволяет доставить грузы в труднодоступные места, в том числе на дрейфующие научные станции в Северном Ледовитом океане, используя при этом различные способы их парашютного десантирования. Характеристики самолёта позволили установить несколько мировых авиационных рекордов.
Ориентировочная стоимость самолёта — 27 млн долларов США.

## Разработка и производство
28 июня 1966 года Министерство авиационной промышленности СССР поручило ОКБ С. В. Ильюшина провести исследовательские работы по созданию проекта военно-транспортного самолёта, с четырьмя турбореактивными двигателями, предназначенного для выполнения задач, возлагаемых на военно-транспортную авиацию по посадочному и парашютному десантированию войск, боевой техники и военных грузов.
Уже 25 февраля 1967 года Генеральный конструктор С. В. Ильюшин утвердил разработанное техническое предложение по созданию Ил-76.
27 ноября 1967 года Советом Министров СССР было принято постановление о начале работ по созданию Ил-76. Работы по созданию самолёта проходили под руководством заместителя Генерального конструктора Г. В. Новожилова (с 28 июля 1970 года Новожилов — Генеральный конструктор ОКБ московского машиностроительного завода «Стрела»).
Разработка эскизного проекта самолёта велась под руководством Д. В. Лещинера. С 12 по 31 мая 1969 года работала Макетная комиссия под руководством командующего ВТА генерал-лейтенанта Г. Н. Пакилева, тогда на изготовленном в натуральную величину макете самолёта проверялось в том числе и размещение различной военной техники в самолёте (выбор размеров грузовой кабины представлял собой сложную задачу из-за большого разнообразия перевозимых грузов и техники).
Проектирование самолёта осложнялось ещё тем, что необходимо было обеспечить эксплуатацию самолёта на грунтовых аэродромах ограниченных размеров и получения в этих условиях коротких длин разбега и пробега.
Акт работы Макетной комиссии был утверждён Главнокомандующим ВВС П. С. Кутаховым 20 ноября 1969 года.
Постройка первого опытного самолёта проводилась в Москве на машиностроительном заводе «Стрела».
Первый полёт самолёт совершил 25 марта 1971 года с Центрального аэродрома имени М. В. Фрунзе (командир — Герой Советского Союза Э. И. Кузнецов), посадку совершил на аэродроме Раменское.
В мае 1971 года самолёт был впервые представлен вниманию международной общественности на авиасалоне в Ле Бурже.
Испытания самолёт проходил в гарнизоне Кречевицы (близ Великого Новгорода) и в 3-й гвардейской Смоленской орденов Суворова и Кутузова военно-транспортной авиационной дивизии.
Впервые граждане СССР смогли увидеть Ил-76 в концовке заключительной серии телевизионного художественного фильма Последний рейс «Альбатроса», телепремьера которого состоялась 20 сентября 1971 года.
Первый серийный самолёт совершил свой первый полёт 5 мая 1973 года с аэродрома ташкентского авиационного завода, экипаж лётчика-испытателя A. M. Тюрюмина.
В дальнейшем самолёты Ил-76 различных модификаций производились на Ташкентском авиационном производственном объединении имени В. П. Чкалова (ТАПОиЧ), всего за годы производства построено 955 самолётов, из них более 100 отправлено на экспорт. Эксплуатируется 393 самолёта. Объёмы производства доходили до 65 самолётов в год.

## Модернизация
В конце 1980-х годов под руководством главного конструктора Р. П. Папковского началась разработка новой модификации самолёта Ил-76МФ/ТФ. 1 августа 1995 года экипаж лётчика-испытателя А. Н. Кнышова совершил первый полёт на опытном Ил-76МФ, изготовленном на ТАПОиЧ. В ходе работ по модернизации в фюзеляж самолёта были добавлены две вставки по 3,3 м, что значительно увеличило объём грузовой кабины (с 326 до 400 м³), силовая установка — 4 двигателя ПС-90А-76. По сравнению с двигателями Д-30КП: бо́льшая тяга и лучшая топливная экономичность — на 12—15 %, дальность полёта возросла на 15—20 %, также к нормам ИКАО приведён уровень шума и вредных выбросов.

## Конструкция
Самолёт построен по традиционной для тяжёлых транспортных самолётов схеме однофюзеляжного высокоплана со стреловидным крылом и однокилевым Т-образным оперением. Крыло самолёта — трапециевидное с переломом по задней кромке. Выбор формы крыла был обусловлен заданной скоростью крейсерского полёта и характеристиками укороченного взлёта и посадки. Стреловидность крыла по линии четвертей хорд — 25°. Каждая консоль крыла оборудована мощной механизацией и располагает пятисекционным предкрылком и двумя трёхщелевыми закрылками. Поперечное управление самолётом обеспечивается элеронами, размещёнными на концах консолей крыла, и трёхсекционными интерцепторами на верхней поверхности крыла перед закрылками. Интерцепторы предназначены также для гашения подъёмной силы крыла после касания колёсами взлётно-посадочной полосы с целью сокращения длины пробега при посадке. В наличии также двухсекционный элерон и четыре тормозных щитка. Схема оперения выбрана Т-образной формы для того, чтобы вынести горизонтальное оперение из зоны действия потока воздуха от крыла, при полностью выпущенной механизации. Горизонтальное оперение расположено на верхней части киля (Т-образная форма). На киле имеется руль направления с триммером и сервокомпенсатором. Стабилизатор переставной, с рулём высоты и триммером-флеттнером. Во внутреннем пространстве киля имеется лаз, именуемый проспектом Новожилова, который заканчивается люком для выхода на поверхность стабилизатора.
Круглый в сечении фюзеляж разделён на несколько герметичных кабин:
Ф-1 — двухэтажная кабина экипажа (вверху носовой части фюзеляжа), в верхней размещаются два пилота, бортинженер и бортрадист, в нижней размещается штурман с комплексом оборудования. Позади кабины пилотов находится технический отсек с оборудованием и дополнительным откидным сидением бортоператора по транспортному оборудованию и местами для отдыха экипажа;
Ф-2 — грузовая кабина, длина грузовой кабины была определена из условий размещения в ней шести стандартных авиационных контейнеров и различных типов техники с учётом установки в передней части кабины двух загрузочных лебёдок, рабочего места бортоператора по транспортному оборудованию и наличия прохода достаточной ширины;
Ф-3 — кабина воздушного стрелка кормовой пушечной установки с парой пушек ГШ-23Л (кабины пилотов и штурмана герметически не разделены, кормовая кабина с пушечной установкой присутствует только на военных версиях самолёта).
Штатный экипаж военно-транспортного самолёта Ил-76 состоит из 7 человек:
- командир корабля
- помощник командира корабля
- штурман корабля
- БортинженерПосадка Ил-76 на грунт возле Соль-Илецка на учениях МТО 30 августа 2019 года
- техник по авиационно-десантному оборудованию
- старший воздушный радист — оператор радиоэлектронной борьбы
- старший воздушный стрелок

В передней части фюзеляжа расположены два люка, за кабиной штурмана по левой стороне люк аварийного покидания самолёта экипажем, и верхний эксплуатационный люк для выхода на поверхность фюзеляжа и крыла. В корме расположен трёхстворчатый задний грузовой люк, состоящий из пяти элементов: рампы, гермостворки грузолюка, средней и двух боковых створок. Задний наклонный люк обеспечивает возможность сброса тяжёлых крупногабаритных грузов на платформах методом парашютного срыва, что потребовало обеспечить высоту грузового люка, близкую к высоте грузовой кабины. Десантирование личного состава возможно в четыре потока (два через грузовой люк), однако на практике этот способ почти не применяется из-за частых схождений в воздухе десантируемых. Грузовая кабина оборудована двумя грузовыми лебёдками, установленными возле передней переборки, четырьмя электротельферами грузоподъёмностью по 2,5 т и четырьмя подтрапниками, ширину расположения которых можно менять, а также напольная механизация. Для удобства погрузки и разгрузки задние тельферы могут выдвигаться за порог рампы на 5 м (не только задние, а все тельферы для подъёма грузов массой до 10 тонн, располагаются в этот момент на поднятой гермостворке грузолюка). Пол грузовой кабины оборудован рольганговыми дорожками, что даёт возможность погрузки, разгрузки несамоходных моногрузов, для десантирования грузов и техники на платформах.
Силовая установка представлена четырьмя турбореактивными двигателями, подвешенными на пилонах под крылом. На первых серийных модификациях устанавливались двигатели Д-30КП-1 тягой до 11 000 кг, затем Д-30КП-2 тягой 12 000 кгс. Данные двигатели позволяют самолёту лететь в диапазоне скоростей 260—850 км/ч, что, с одной стороны, обеспечивает удобные условия воздушного десантирования, а с другой стороны, высокую скорость крейсерского полёта. В последних модификациях самолётов двигатели Д-30КП заменены на ПС-90А-76 тягой 14 500 (3300) кгс на взлётном (крейсерском) режиме. Двигатели снабжены устройствами реверсирования тяги, что даёт возможность использовать тягу двигателей в качестве дополнительного средства торможения самолёта при пробеге.
ВСУ ТА-6А размещена в передней части левого обтекателя шасси. Служит для обеспечения самолёта на стоянке электропитанием ≈208 В и ~115 В, +27 В и сжатым воздухом для запуска основных двигателей.
- Элементы конструкции
- Силовая установка
- В кабине пилотов
- Грузовая кабина Ил-76МД
- Ил-76МД с установленной второй палубой
- БМД-1 на тельферах
- Кабина стрелка и рампа

Шасси пятиопорное, многоколёсное, убирающееся в фюзеляж. Носовая опора имеет 4 бескамерных колёса (1...18 шп.), p=5,5+0,5 кгс/см² для грунта и p=7,5+0,5 кгс/см² для бетона. Управляется от штурвальчика на угол ±48 град. при рулении и от педалей на угол ±7 град (взлёт-посадка). Колёса затормаживаются при убирании. Главные опоры шасси состоят из передних и задних стоек (35...51 шп.). На каждой из четырёх стоек установлено по 4 камерных колеса с p=4,5+0,5 кгс/см² для грунта и p=7+0,5 кгс/см² для бетона. Стояночное торможение от переключателя на ЦПЛ. Ось с колёсами разворачивается на 90 град. при уборке, внутренними колёсами навстречу друг другу. Колёса основных опор оборудованы высокоэффективными тормозами и расположены по четыре на общей оси каждой опоры, что позволило улучшить проходимость самолёта по грунту. Колёса передней опоры могут поворачиваться на угол ±50 градусов для обеспечения разворота на полосе шириной 40 м.
Генератор нейтрального газа (азотная система) установлен в передней части правого обтекателя шасси и правом переднем багажнике. Служит для выработки НГ и выдачи его по трубопроводам в надтопливное пространство баков. Азотная система дополнительно имеет 16 баллонов (16 л) с азотом.

### Гидросистема
Гидросистема предназначена для:
- уборки и выпуска шасси;
- торможения колёс главных опор шасси;
- поворот колёс носовой опоры шасси;
- уборки и выпуска закрылков и предкрылков;
- управление спойлерами и тормозными щитками;
- открытие и закрытие входных дверей;
- управление рампой, гермостворкой, створкой грузового люка;
- управление хвостовой опорой;
- открытие и закрытие аварийных люков;
- управление стеклоочистителями;
- управление створками фотолюка.

Гидросистема делится на две самостоятельные, независимые друг от друга системы, № 1 и № 2. Рабочее давление 210-7+15 кгс/см², объём масла АМГ-10 ≈240 л. Источником давления в гидросистеме являются 2 гидронасоса НП-89 для г/с № 1 (на 1 и 2 двигателе), 2 гидронасоса НП-89 для г/с № 2 (на 3 и 4 двигателе). Аварийным источником в каждой г/с являются электроприводные насосные станции НС-46. Контроль за работой осуществляется с панели, установленной на левом борту кабины экипажа, у бортинженера.

### Топливная система
Топливная система обеспечивает бесперебойное питание двигателей топливом на всех возможных режимах полёта. Топливо размещается в кессонных баках крыла, разбитых по числу двигателей на четыре группы. В каждой группе имеется расходный отсек, из которого топливо подаётся к двигателю. Работа топливной системы осуществляется автоматически, без дополнительных переключений баков в процессе выработки топлива.
Топливная система предназначена для размещения и подачи топлива к основным двигателям, к ВСУ ТА-6А и ГНГ. ТС состоит из:
- Топливных баков, размещённых по всему крылу и представляющие собой кессон-баки, входящие в силовую схему крыла. Топливные баки имеют систему дренажа.
- Системы перекачки топлива и подачи его к основным двигателям.
- Системы подачи топлива к ВСУ.
- Системы заправки топливных баков.
- Системы слива конденсата и топлива.

Максимальное количество топлива, заправляемого при централизованной заправке 109 480 л (84 840 кг). В крыле размещены 4 изолированные группы баков (для каждого двигателя своя группа). В каждой группе по 3 бака: главный, дополнительный и резервный. Кроме того, на консолях крыла установлено по одному дренажному баку. Баки нумеруются в соответствии с принадлежностью к двигателю, например: 1-Г, 1-Д, 1-Р. Баки отделены друг от друга герметичными нервюрами-перегородками (28 нервюра, 20...19, 9, 4...3, 0). В каждом топливном баке имеется предрасходный отсек, а в главном баке ещё и расходный отсек. Эти отсеки отделены от остальной части бака нервюрами, в нижних частях которых расположены обратные клапаны, обеспечивающие одностороннее перетекание топлива за насосом предрасходных (расходных) отсеков. Для подхода во внутренние объёмы баков, для заправки их топливом сверху, слива конденсата и топлива на поверхности крыла имеются соответственно люки-лазы, заливные горловины и нажимные краны. В топливных баках расположены агрегаты ТС:
- система СПУТ-4-1 (система программного управления топливом);
- система подачи топлива к двигателям и перекачки в предрасходный и расходный отсеки;
- система заправки баков топливом;
- система слива конденсата;
- дренажная система.

### Противопожарная система и система НГ
Стационарная противопожарная система (ППС) обеспечивает обнаружение, сигнализацию и ликвидацию пожара в мотогондолах двигателей, в передней части центроплана и СЧК, в отсеках ВСУ и ГНГ. В качестве огнегасящего состава в стационарных ППС используется хладон 114 В2, который заключён в трёх цилиндрических баллонах УБЦ-16-7 (16 л, 7 пироголовок). В случае посадки с убранными шасси стационарная ППС обеспечивает разрядку всех трёх огнетушителей (автоматически). Сигнал поступает от КВ находящихся под снимаемыми обтекателями на консолях крыла и в нижней части обтекателей шасси.
Ручные переносные огнетушители предназначены для тушения пожара внутри кабин и снаружи самолёта. В кабине экипажа (в кабине ШК, в техотсеке и кормовой кабине) применяются огнетушители ОР-1-2 с огнегасящей смесью хладон 12 В1. В грузовой кабине установлены огнетушители ОР-2-6 с хладоном 12 В1.
Конструктивная защита на самолёте выполнена в виде противопожарных перегородок, облицовок, уплотнений, дренажных полостей и т. д.
Управление стационарной ППС осуществляется с панели «Противопожарная защита» установленной на ВЭЩЛ. На самолёте также установлена система обнаружения перегрева мотогондол, срабатывающая при возможном разрушении трубопровода отбора воздуха от двигателей.
Система нейтрального газа (СНГ) предназначена для предохранения топливных баков самолёта от взрыва или пожара в случае прострелов крыла во время выполнения боевого задания или пролёта зоны боевых действий. При работе системы нейтральный газ (НГ) подаётся в надтопливное пространство баков и, заполняя его по мере выработки топлива, создаёт взрывопредупреждающую среду, вытесняя воздух и топливные пары. Источником нейтрального газа является генератор нейтрального газа (ГНГ). Нейтральный газ в ГНГ образуется из воздуха в результате сжигания в нём топлива. Воздух подаётся из СКВ, топливо из ТС. Основной компонент нейтрального газа азот воздуха (80 %). Кроме того, нейтральный газ должен содержать не менее 11 % СО2 и может содержать О2 и СО не более чем по 2 %. Управление СНГ сосредоточено на панели рабочего места БИ.

### Система электроснабжения
Система электроснабжения СП3С4П60В переменного трёхфазного тока напряжением 200/115 В является первичной и основной системой электроснабжения на самолёте. Система объединяет 4 канала по числу генераторов переменного тока ГТ-60ПЧ6А и разделяется на 2 независимые подсистемы: подсистему левого и правого борта с двумя генераторами, работающими раздельно или параллельно, в каждой независимой подсистеме. Предусмотрена параллельная работа трёх генераторов, параллельная работа четырёх генераторов исключается. Генераторы подключены через приводы постоянных оборотов (ППО). С каждым генератором работает аппаратура:
- БЗУ-376СП — блок защиты и управления, предназначен для обеспечения нормального функционирования генераторов при раздельной или параллельной работе.
- БРН-208М7Б — блок регулирования напряжения предназначен для стабилизации заданного напряжения генератора переменного тока и равномерной нагрузке параллельно работающих генераторов.
- БРЧ-62БМ — блок регулирования частоты и МКЧ-62ТВ — механизм коррекции частоты.
- БТТ-60ПМ — блок трансформаторов тока.
- БКШ-76 — блок коммутации шин.
- БПП-76 — блок переключения питания.

Резервным источником переменного тока является генератор ГТ-40ПЧ6 (генератор на ВСУ). Он представляет собой трёхфазный синхронный бесконтактный генератор, который используется на земле и в полёте до Н=3000 м при отказе основных генераторов.
Аварийным источником переменного однофазного тока напряжением ~115 В 400 Гц является электромашинный преобразователь ПО-750А. В качестве наземных источников используются агрегаты АПА-50 и АЭМГ-60. Они подсоединяются к розетке ШРАП-400Ф, расположенного в правом обтекателе шасси.
Система электроснабжения постоянным током напряжением 27 В является вторичной и состоит из двух независимых подсистем — левого и правого борта. Основными источниками являются 4 выпрямительных устройства ВУ-6А(Б), которые обеспечивают преобразование электроэнергии переменного тока 200 В 400 Гц в 28,5 вольт постоянного тока. Вспомогательным источником является стартер-генератор ГС-12ТО ВСУ ТА-6, который используется в качестве стартера при запуске ВСУ и в качестве генератора после выхода ВСУ на номинальный режим. Аварийными источниками являются 4 никель-кадмиевые аккумуляторные батареи 20НКБН-25-УЗ, которые расположены по 2 штуки в обтекателях шасси (слева и справа). Аккумуляторные батареи обеспечивают питание жизненно важных потребителей в течение 20...30 минут или 20 минут при трёх неудавшихся запусках ВСУ. При питании всех потребителей время работы уменьшается примерно в 3 раза.
Основными источниками переменного трёхфазного тока 36 В 400 Гц являются 2 силовых трёхфазных понижающих трансформатора ТС320СО4А. Первичные обмотки трансформаторов питаются от шин бортовой сети переменного трёхфазного тока напряжением 200/115 В. Мощность ТС320СО4А 2 кВт. Трансформаторы подключены к шинам РУ-25 и РУ-26, которые используются для питания потребителей ПНК (пилотажно-навигационный комплекс). Резервным источником является преобразователь ПТ-125Ц, который преобразует постоянный ток напряжением 27 В в переменный трёхфазный ток напряжением 36 В 400 Гц. Преобразователь ПТ-125Ц является автономным источником питания авиагоризонта АГБ-3К, выключателя коррекции ВК-90М, магнитного самописца МСРП-64. Аварийное питание однофазным переменным током напряжением ~36 В частотой 400 Гц осуществляется от трансформатора ТС-1-025 мощностью 0,25 кВА, запитывается от ПО-750. Потребители переменного напряжения 36 В 400 Гц подключаются одним проводом через автомат защиты к шине, а вторым — на корпус самолёта.

### Светотехническое оборудование
Общее освещение кабины и рабочих мест производится плафонами ПС-62У, имеющими лампы белого и красного цвета. Переключатели управления «Освещение Белый — Красный» стоят на вертикальном левом пульте командира и «Освещение» справа на 11 шп. Местное освещение панелей и пультов управления производится светильниками: СТ, КШЛ-63М, ПП-64, СБК, СМ-1КМ (красный матовый) и СМ-1БМ (белый матовый). Индивидуальное освещение приборов и пультов — встроенными лампами красного цвета и щелевыми светильниками СВ-1 (светильник высокий) и С-60 (80). Лампы светильников местного и индивидуального освещения размещены на первую и вторую линию, каждая из которых получает электропитание переменным током ~115 В 400 Гц РУ и ЦРУ противоположных бортов через трансформаторы-регуляторы ТР-50, ТР-45, ТР-35 и ТР-80, рукоятки которых выведены на щитки и обозначены «Красное освещение» на пультах лётчиков, борттехника по АДО по АДО, БИ, СВС и имеют соответствующую маркировку: «первая» линия и «вторая» линия.
Освещение грузовой кабины
- 20 плафонов ПС-62У расположенные по бортам и образующие переднюю (6 шт.), среднюю (6 шт.) и заднюю (8 шт.) группы основного освещения грузовой кабины. Они получают электропитание от ЦРУ-35, 36, 37 соответственно, переключатели управления по 3 шт. установлены на переднем пульте у БТ по АДО и в техническом отсеке. В полёте с убранными шасси при открытии входных дверей или грузового люка передние или средние и задние плафоны автоматически переключаются с белого на красный свет;
- 10 плафонов ПС-45 дежурного освещения установлены попарно вдоль оси потолка: справа — белый, слева — красный. Электропитание от ЦРУ-37 или РУ-61. Переключатели управления установлены у входных дверей в грузовую кабину;
- 30 плафонов ПС-45 подсвета швартовочных узлов установлены под сиденьями вдоль грузовой кабины. Электропитание получают от ЦРУ-35, 36 и включаются с переднего пульта БТ по АДО выключателем «Подсвет замки»;
- 2 фары ФР-100 местного освещения медицинского операционного стола, расположены на шп. 17 и включаются двумя переключателями «Освещение операционного стола» на переднем пульте борттехника по АДО;
- 2 фары ФР-100 подсвета погрузочной площадки установлены на шп. 57 под потолком. Электропитание от ЦРУ-37 включается двумя переключателями «Освещение рампы» на заднем пульте;
- ЦРУ и моноблок ДИСС-013 освещаются ПСН-51. Электропитание от ЦРУ-35 и включается соответствующими выключателями;
- рабочие места медработников и борттехника по АДО дополнительно освещается лампами СЛШН-48.

Хвостовая часть самолёта
- освещается пятью плафонами ПС-45, одновременно освещая штыри замков гермостворки. Электропитание получают от ЦРУ-37 и 38 (РУ-43 и 44) и включаются двумя переключателями на шп. 90 у входа в кабину СВС и у двери на гермостворке.

Остальные отсеки и хвостовое оперение
- освещается плафонами ПСН-51 или плафонами ПС-45, их переключатели находятся у входа в соответствующие отсеки. Предусмотрены переносные лампы ПЛ-64, розетки по всему самолёту.

Посадочно-рулёжные фары
- 4 рулёжные фары ПРФ-4М установлены на законцовках крыла и в носовой части фюзеляжа (на первых сериях самолётов крыльевые посадочные фары располагались на ОЧК ближе к продольной оси), получают электропитание от ЦРУ-35, 36 и РУ-23, 24. Переключатель управления «Фары» расположен на верхнем щитке лётчиков.
- фара подсвета стабилизатора ФПР-14 установлена в левом обтекателе шасси в районе шп.54...55, получает электропитание от ЦРУ-35 и включается нажимным переключателем «Подсвет стабилизатора» на щитке в техническом отсеке экипажа у смотрового прибора ТС-27АМШ.
- фара подсвета левого полукрыла и левых мотогондол двигателей ФПР-14 расположена на левом борту в районе шп. 11...12 под обтекателем, получает электропитание от РУ-23 и включается нажимным выключателем «Подсвет МГ», который расположен у левой входной двери.
- 2 плафона подсвета погрузочной площадки ПС-45 установлены на средней створке грузового люка, получает электропитание от ЦРУ-37 и включается от переключателя на заднем пульте б/т по АДО.
- ручной сигнальный прожектор РСП-45 находится в ложементе на правом пульте кабины штурмана и может использоваться для освещения препятствий в полосе руления и подачи световых сигналов.

К внутренней сигнализации относится
- 4 световых указателя «Аварийный выход» СУ-2А расположены над аварийными выходами из грузовой кабины и имеют индивидуальные источники электропитания, включаются у б/т по АДО и обеспечивают не менее 10 минут горения и могут быть использованы в качестве переносных светильников.

Аэронавигационные огни
- 3 огня АНО типа ХС-62 справа с зелёным, слева с красным в законцовках крыла и белым в ХО. Электропитание от ЦРУ-37 через блок управления БУАНО-76 (шп. 37...38 слева), могут быть включены в режимах: «30 %», «60 %», «100 %» яркости (постоянным светом) и «мигание» (с частотой 45 вспышек/мин с яркостью 100 %).
- Габаритные огни: 2 огня ОГ-68 установлены в законцовках левого и правого полукрыла и предназначены для обозначения размаха крыла и освещения препятствий в полосе руления на 80...100 м.
- Импульсные маяки СМИ-2КМ, состоит из блока питания и двух светильников импульсного разряда, установлены на центроплане шп. 29 и средней створке грузового люка. При открытии грузолюка происходит автоматическое отключение маяка.
- Хвостовые огни полётов строем и сигнализации по ведущему: 2 огня ХС-62 расположены в хвостовой части фюзеляжа и имеют сменные светофильтры: красного, жёлтого, белого и зелёного цвета, которые хранятся на левом борту шп. 68...69. Переключатель управления находится у штурмана: «Десантирование» «Поток левый — Поток правый».
- Противоугонный маяк: маяк МСП-3 расположен на центроплане шп.25 и включается одновременно с 2 сиренами С-1 при вскрытии самолёта посторонними лицами, если предварительно не был набран код на щитке кодового выключателя (10 кнопок) в отсеке щитка заправки топливом в правом обтекателе шасси. Питание от аккумуляторной батареи № 2 (РУ-62А), набор кода осуществляется с помощью 4 вилок на 10 розетках блока управления, который расположен в левом отсеке шасси под полом гр. кабины. Маяк подготавливается к работе после закрытия дверей и люков на щитке нажатием кнопки сброс на кодовом выключателе.

### Приборное оборудование
Для решения ряда аэронавигационных задач необходимо измерение и вычисление следующих параметров: барометрической высоты, приборной и истинной скорости полёта, числа М и температуры наружного воздуха. Для этих целей на самолёте используются следующие системы:
- система полного и статического давления;
- анероидно-мембранные приборы (АМП);
- система воздушных сигналов СВС1-72-1В (2 комплекта);
- центральная система воздушных сигналов скорости и высоты ЦСВ-3М-1Б;
- корректоры-задатчики скорости КЗСП и высоты КЗВ;
- измерительный комплекс реле давлений ИКДРДФ.

Система полного давления имеет 3 приёмника ППД-1М, каждый из которых обеспечивает полным давлением определённую группу потребителей. Два приёмника установлены на левом борту фюзеляжа, а один на правом в районе шп.6...7. Для предотвращения замерзания влаги предусмотрен обогрев ППД-1М и сигнализация отказа обогрева.
Система статического давления имеет 16 основных приёмников (по 8 приёмников с каждой стороны фюзеляжа в зоне шп. 10 (по 2), шп. 18 (по три), шп. 20 (по два), шп. 62 (по одному)) и 1 резервный (под обтекателем антенны КП-2). Основные 16 приёмников объединены в 8 линий статического давления.
Механические анероидно-мембранные приборы для измерения и индикации высоты, приборной и истиной воздушной скорости, вертикальной скорости снижения и набора высоты. На приборных досках членов экипажа установлено: 2 высотомера ВМ-15К, 4 КУС-730/1100, 3 вариометра ВАР-30МК и вариометр ВАР-75К. Для полётов за рубеж предусмотрена замена ВМ-15К на футомеры ВМФ-50К. Замена не требует конструктивных изменений.
Корректоры скорости и высоты измеряют отклонения приборной скорости и высоты полёта самолёта от заданных значений и выдают в САУ-1Т электросигналы пропорциональные этим отклонениям при включённых режимах «Стабилизация скорости» и «Стабилизация высоты». КЗСП выдаёт в САУ электросигнал при достижении скорости 600+20-10 км/ч. Этот сигнал используется для автоматического ограничения приборной скорости во всех режимах канала тангажа САУ. Совместно с каждым корректором работает блок сигнализации готовности, который перед подключением к САУ корректора контролирует выходной сигнал и если он превышает пороговое значение, то выдаёт сигнал отказа и корректор не подключается к САУ. При отказе корректора после подключения к САУ блок выдаёт сигнал отказа, но корректор остаётся подключённым к САУ. Сигнализация отказа производится сигнальными табло жёлтого цвета «Проверь Н зад» (2 шт.), которые включаются при ∆Н=60±20 м или «Проверь Vзад» (2 шт.) при ∆V=15 км/ч. Табло установлены на левой и правой ПДЛ. Включение табло «Проверь Нзад» дублируется речевым сообщением «Проверь заданную высоту».
ИКДР-ДФ-0,25-0,17-3 предназначены для включения красного табло «Превышение М, VПР» на ПДЛ при VПР=578±8 км/ч. При срабатывании любого из двух реле включаются оба табло. ИКДР-ДФ-0,04-0,038-3 предназначены для включения жёлтого табло «Проверь механизацию» на ПДЛ и РИ-65 «Скорость превышена! Проверь механизацию!» при достижении VПР=274...284 км/ч, если закрылки на 430. ИКДР-ДФ-0,1-0,065-3 предназначены для включения жёлтого табло «Проверь механизацию» на ПДЛ и РИ-65 «Скорость превышена! Проверь механизацию!» при достижении VПР=354...373 км/ч, если механизация 250/300. ИКДР-ДФ-0,1-0,075-3 предназначены для включения жёлтого табло «Проверь механизацию» на ПДЛ и РИ-65 «Скорость превышена! Проверь механизацию!» при достижении VПР=381...400 км/ч, если механизация 140/150.
СВС1-72-1В предназначена для выдачи в бортовые системы и на индикаторы следующие параметры: М, VИСТ, НОТН, НАБС, МКР=0,77±0,01, отклонения числа М от заданного ∆М, tНВ, РСТ. На самолёте установлено 2 комплекта СВС1-72-1В. ЦСВ-3М-1Б предназначена для вычисления и непрерывной выдачи на указатели оператора и в вычислитель ВБ-257-1И относительной барометрической высоты, истинной воздушной скорости и температуры наружного воздуха. Указанные параметры вычисляются в системе ЦСВ-3М-1Б на основании полного и статического давлений, температуры заторможенного воздуха и атмосферного давления на уровне земли. Автомат углов атаки и перегрузок с сигнализацией АУАСП-18КР предназначен для измерения в полёте местных текущих углов атаки и вертикальных перегрузок, вычисление критических углов атаки как функции числа М, индикации критических и текущих углов атаки и вертикальной перегрузки, а также сигнализации о наступлении критического режима по углу атаки и вертикальной перегрузке. Система сигнализации опасного сближения ССОС предназначена для предупреждения членов экипажа об опасной скорости сближения самолёта с землёй.
Приборы определения пространственного положения самолёта. Они измеряют:
- угол крена относительно продольной оси самолёта;
- угол тангажа относительно плоскости естественного горизонта;
- угловую скорость разворота самолёта относительно вертикальной оси самолёта.

Состав:
- центральная гироскопическая вертикаль ЦГВ-10П (левая, правая, контрольная — 3 шт.) расположена в техотсеке левый и правый борт шп. 11...12;
- блок сравнения гировертикалей БСГ-2П (1 шт.) расположен в техотсеке правый борт шп.11...12;
- сигнализатор нарушения питания СНП-1 (1 шт.) расположен рядом с БСГ-2П;
- указатель крена и тангажа УКТ-2 расположен у ШК;
- выключатель коррекции ВК-90М (4 шт.) расположен в техотсеке левый и правый борт шп. 11...12;
- авиагоризонт АГБ-3К (1 шт.) на ПД КК;
- электрические указатели поворота ЭУП-53МК-500 (2 шт.) расположены на ПД КК и ПКК.
- магнитный компас КИ-13К.

### Кислородное оборудование
Кислородное оборудование предназначено для обеспечения жизнедеятельности членов экипажа и пассажиров при полёте на больших высотах в загерметизированной и разгерметизированной кабинах, а также для дыхания членов экипажа чистым кислородом при пролёте участков с заражённой атмосферой или при задымлении кабины.

КП-19 и КП-21 установлены на баллоне КБ-2 с ёмкостью 7,65 л, который заряжается до р=29 кгс/см² при нормальных условиях.

### Навигационное оборудование
Точная курсовая система ТКС-П предназначена для определения и индикации курса самолёта, а также для выдачи электросигналов курса в другие системы самолёта. ТКС-П является централизованной системой, объединяющей гироскопические и магнитные средства определения курса. При совместной работе с ДИСС-013 и УВК указатель ТКС-П обеспечивает индикацию угла сноса, заданного и фактического путевых углов самолёта. Инерциальная навигационная система И-11-76 предназначена для определения координат местоположения, скорости, углов крена, тангажа и курса самолёта. И-11-76 служит в качестве автономного источника навигационной информации, которая выдаётся на цифровой индикатор штурмана.

### Бортовые средства объективного контроля (БСОК)
Бортовая система регистрации режимов полёта МСРП-64М-2 предназначена для записи на магнитную ленту основных параметров полёта, работу его силовых установок, систем и оборудования, а также записанной информации для определения причин лётного происшествия. Записываемая информация расшифровывается только на земле с помощью декодирующих устройств типа НДУ-8, Луч-74, АРМ «Топаз-М». Трёхкомпонентный самописец К3-63 предназначен для регистрации в полёте высоты, приборной скорости и перегрузки. Речевой самописец — магнитофон МС-61Б, для записи переговоров в кабине экипажа.

### Система автоматического управления
САУ-1Т-2Б предназначена для:
- автоматического и директорного пилотирования самолёта по заданному маршруту с Н=200 м до максимальной высоты полёта в режимах набора высоты, горизонтального полёта и снижении;
- построение предпосадочного манёвра по сигналам УВК и построение манёвра типа «Коробочка» по сигналам АРК-15;
- захода на посадку до Н=60 м в автоматическом и директорном управлении.
- САУ включает в себя: сдвоенный автопилот (АП), управляющий РН, РВ и элеронами, сдвоенный автомат тяги (АТ), управляющий РУДами; сдвоенный автомат перестановки стабилизатора АПС; демпфер крена и сдвоенный демпфер рысканья, управляющий РН и элеронами при выключенном автопилоте.

В канале крена САУ используются следующие режимы:
- «Курсовая стабилизация»;
- «Управление» от ручки «Крен»;
- «Управление» от ручки «Курс»;
- «Управление» от ручки «ЗПУ» у штурмана;
- «Управление» от УВК и ИНС «Полёт по ЛЗП»;
- «Управление» от УВК «Десантирование с ПН» и «Десантирование с ЗН»;
- режим «Коробочка»;
- «Заход на посадку» — выход на осевую ВПП;
- полуавтоматический (директорный) режим с 5 по 8 включительно.

Канал тангажа включает следующие режимы автоматического управления:
- «Стабилизация текущего угла тангажа»;
- «Управление» от ручки «Спуск-Подъём»;
- «Стабилизация скорости»;
- «Стабилизация числа М»;
- «Стабилизация высоты»;
- «Заход на посадку» — снижение по глиссаде;
- полуавтоматический (директорный) режим работы с режимом «Стабилизация высоты» по «Заход на посадку»;
- автоматическое ограничение VПР МАХ=600+20-10 км/ч.

### Радиотехническое и радионавигационное оборудование
- РЛС переднего обзора КП-3А
- Самолётное переговорное устройство СПУ-8
- Самолётное громкоговорящее устройство СГУ-15
- Аварийная коротковолновая радиостанция Р-861
- Коротковолновая радиостанция Р-847Т
- Радиостанция Р-862 (2 комплекта)
- Аппаратура телекодовой связи Р-099 М «Чайка»
- Речевой информатор РИ-65
- Самописец МС-61Б
- Дозиметр ДП-3Б
- Автоматический радиокомпас АРК-15М (2 комплекта)
- УКВ радиокомпас АРК-У2
- Радиосистема ближней навигации РСБН-7С
- Радиосистема дальней навигации А-711
- Радиодальномер СДК-67
- Аппаратура радионавигации и посадки КУРС-МП-2
- Самолётные ответчики СОМ-64 и СО-70
- Радиовысотомер малых высот РВ-5 (2 комплекта)
- Доплеровский измеритель скорости и угла сноса ДИСС-013-С2М
- Система предупреждения об облучении СПО-10
- Навигационно-пилотажный прицельный комплекс «Купол-II-76»
- Управляющий вычислительный комплекс УВК на базе БЦВМ «Гном-А»

### Вооружение
Для защиты самолёта установлена система оборонительного вооружения 9-А-503, состоящая из кормовой установки с двумя пушками ГШ-23. Управление огнём — с рабочего места стрелка (СВС), прицеливание — как с помощью оптической прицельной станции, так и радиолокационного прицела «Криптон». Некоторые серии самолёта имели на борту станции постановки активных помех «Сирень» и автоматы сброса ДО в задних отсеках обтекателей шасси. Для постановки пассивных помех на самолёте устанавливаются 4 автомата АПП-50Р (два автомата устанавливались в задних частях нижних обтекателей отсеков основных опор шасси за створками и два автомата навешивалась по бортам задней части фюзеляжа) с общим количеством патронов ДО и ЛТЦ — 384 шт., впоследствии устанавливались по два бортовых автомата такой же общей ёмкостью − 384 патрона, а также пять комплектов автоматов сброса отражателей системы АСО-2И-Е7р на 320 патронов в фотоотсеке.
На самолёт возможна подвеска различных свободнопадающих бомб калибром до 500 кг или радиомаяков на 4 балочных держателя УБД-3ДА. Бомбометание может выполняться как в автоматическом режиме от системы «Купол», так и от НКБП-7.

## Модификации
| Название модели                          | Краткие характеристики, отличия. |
| ---------------------------------------- | --- |
| Ил-76 (Candid по классификации НАТО)     | Первая серийная модификация. Первый полёт прототипа 25 марта 1971 года под командованием Э. И. Кузнецова. Первый полёт серийной машины 5 мая 1973 года. |
| Ил-76 «Baghdad-1»                        | Позднее переименованный в «Adnan»-1. Самолёт ДРЛО ВВС Ирака на базе Ил-76МД с антенной РЛС Thomson-CSF Tiger-G, которая была смонтирована в неподвижном обтекателе на месте погрузочной рампы. Всего было построено 3 самолёта, из них один был сильно повреждён в ходе налёта авиации Многонациональных сил. |
| Ил-76 «Adnan-2»                          | Модификация с локатором РЛС Tiger во вращающемся обтекателе. Во время войны в Персидском заливе перелетел в Иран (где позднее получил название «Simorgh»), а 22 сентября 2009 года во время репетиции парада потерпел катастрофу, хотя официально тип разбившегося самолёта сразу после происшествия не был сообщён. |
| Ил-76КТ                                  | Самолёт для тренировки космонавтов в условиях имитации невесомости. Построено 3 самолёта этой модификации. Первый полёт 2 августа 1981 года. |
| Ил-76ЛЛ                                  | Летающая лаборатория. Самолёт для отработки и испытания авиационных двигателей. Первый полёт в 1991 году. На самолёте изменена конфигурация электронного оборудования и радиолокационных станций. Для проведения испытания исследуемый двигатель подвешивается на пилон вместо штатного № 2. |
| Ил-76М                                   | Модернизированный, с усиленным фюзеляжем. Грузоподъёмность повышена до 42 тонн. Первый полёт 24 марта 1978 года. |
| Ил-76МГА                                 | Гражданские самолёты без спецоборудования и вооружения. Построено и эксплуатировалось две машины (СССР-76502 и СССР-76503). Первый полёт 22 декабря 1976 года. |
| Ил-76МД (Candid-B по классификации НАТО) | Модернизированный дальний. Модифицированная версия Ил-76М. Усилена конструкция планера и шасси. Грузоподъёмность повышена до 48 т. Максимальная взлётная масса увеличена до 190 т. Дальность полёта с загрузкой 40 т увеличена до 4 200 км. Время автономной эксплуатации увеличено до двух месяцев. Обеспечена возможность установки четырёх дополнительных пилонов для подвешивания авиабомб и радиомаяков. Первый полёт 6 марта 1981 года. |
| Ил-76МДП                                 | Пожарный вариант. Модифицированный вариант самолёта Ил-76МД для тушения пожаров. Способен брать на борт 42 т огнегасящей жидкости. Первый полёт 28 января 1993 года. Интересен факт, что в 1989 году в Красноярске баки устанавливали на 76508 л. |
| Ил-76МД «Скальпель»                      | Версия Ил-76МД, переоборудованная в самолёт-госпиталь. На борту находятся три медицинских модуля, выполняющие функции предоперационной, операционной и палаты интенсивной терапии. Первый полёт 23 июля 1983 года. По сообщениям СМИ в июле 2008 года, военно-медицинский самолёт «Скальпель» находится в эксплуатации. |
| Ил-76МД-90А (изделие 476)                | Модификация самолёта Ил-76МД. На самолёте установлены более мощные и экономичные двигатели ПС-90А-76, которые удовлетворяют требованиям ИКАО по уровню шума и выбросам вредных веществ. |
| Ил-76МД-М                                | Модифицированный дальний модернизированный. Модернизированная версия Ил-76МД. По контракту все военно-транспортные самолёты ВКС России пройдут подобную модернизацию. Совершил первый полёт 28 февраля 2016 года, первый самолёт передан в войска 13 марта 2018 года, срок службы продлён до 40 лет. |
| Ил-76МДК «Космос»                        | Самолёт Ил-76МД, переоборудованный для тренировок космонавтов в условиях искусственной невесомости. У самолёта усилено крыло и фюзеляж, установлены специальные аккумуляторы в топливной и гидравлической системах для обеспечения бесперебойной работы этих систем в условиях невесомости. Стены и потолок грузовой кабины отделаны мягким материалом, на полу закреплены спортивные маты. Первый полёт 6 августа 1988 года. Создано три таких самолёта, все они базируются на подмосковном аэродроме «Чкаловский». |
| Ил-76МФ                                  | Модификация самолёта Ил-76МД. По сравнению с базовой моделью длина фюзеляжа увеличена на 6,6 м благодаря вставке дополнительных секций по 3,3 м за и перед крылом. Таким образом, длина грузового пола у Ил-76МФ составила 31,14 м по сравнению с 24,5 м у Ил-76МД. Модернизация коснулась также и бортового радиоэлектронного оборудования. В приборное оборудование включены два экранных индикатора, добавлен блок спутниковой навигации. Благодаря более современному оборудованию удалось исключить из экипажа бортрадиста, то есть экипаж уменьшен до пяти человек. Использование более мощных и более экономичных двигателей ПС-90А-76 позволило увеличить дальность полёта. Дальность полёта Ил-76МФ с нагрузкой 40 тонн составляет 5800 км по сравнению с 4700 км у Ил-76МД. Грузоподъёмность увеличена до 60 т. Максимальная взлётная масса увеличена до 210 т. Первый полёт совершён 1 августа 1995 года. Государственные совместные испытания планируется завершить в 2009 году, а с 2010 года — поставлять ВВС России. Первый серийный самолёт был построен в 2010 году на авиастроительном заводе «ТАПОиЧ» два самолёта модификации поставлены Иордании. |
| Ил-78МК                                  | Модернизированный конвертируемый. Самолёт-заправщик разработан на базе самолёта Ил-78М и предназначен для заправки топливом в полёте до трёх самолётов различного назначения. После переоборудования в условиях эксплуатации Ил-78МК может быть использован как военно-транспортный самолёт для перевозки и парашютного десантирования грузов и личного состава. |
| Ил-76П                                   | Самолёт для тушения пожаров. Способен брать на борт 32 т огнегасящей жидкости. Первый полёт 22 сентября 1989 года. |
| Ил-76ПС                                  | Поисково-спасательный. Первый полёт 18 декабря 1984 года. |
| Ил-76ПП                                  | Постановщик помех. Модифицированный вариант самолёта Ил-76МД. Создан в единственном экземпляре. Первый полёт 29 апреля 1987 года. |
| Ил-82(Ил-76СК)                           | Стратегический воздушный командный пункт (ВКП) для руководства ядерными силами страны в случае, если наземные пункты управления будут выведены из строя (заводское обозначение Ил-76ВКП). Оснащён комплексом связного оборудования (включая спутниковую связь). Построено 2 самолёта, оба базируются на аэродроме Чкаловский. |
| Ил-76Т (Candid-А по классификации НАТО)  | Транспортный. Гражданская модификация Ил-76М. На самолёте демонтирована кормовая пушечная установка, автомат выброса дипольных отражателей, десантное оборудование и электронные устройства военного назначения. Первый полёт 4 ноября 1978 года. |
| Ил-76ТД                                  | Транспортный дальний. Гражданская модификация Ил-76МД. Демонтировано оборудование военного назначения. Грузоподъёмность машины составила 50 т. Максимальная взлётная масса 190 т. Дальность полёта с максимальной загрузкой 3600 км. Первый полёт 5 мая 1982 года. СССР-76464 (2803) |
| Ил-76ТД «Антарктида»                     | Модифицированный вариант самолёта Ил-76ТД. Первый полёт 17 ноября 1985 года. На серийную машину ставили дополнительное навигационное оборудование и раскраска для полётов в Арктике и Антарктике. В Аэрофлоте 76474. В Красноярске переделали 2 самолёта 76459 и 76465. |
| Ил-76ТД-90ВД                             | Модификация самолёта Ил-76ТД. Использует более экономичные двигатели ПС-90А-76 (Ил-76ТД-90ВД). Модифицирован под руководством авиакомпании Волга-Днепр (Ил-76ТД-90ВД). Самолёт этой модификации отвечает требованиям ИКАО по шумам на местности согласно главе 4, тогда как все остальные модификации с использованием двигателей Д-30-КП (Д-30-КП-2) отвечают лишь 2 главе. |
| Ил-76ТД-90SW (Ил-76ТД-90)                | Модификация самолёта Ил-76ТД с двигателями ПС-90А-76, аналогичная Ил-76ТД-90ВД). Модифицирован по заказу азербайджанской авиакомпании Silk Way Airlines (Ил-76ТД-90SW). |
| Ил-76ТФ                                  | Гражданская модификация Ил-76МФ с более экономичными двигателями ПС-90А-76. На нём планируется уменьшение экипажа до 3-4 человек. |
| Ил-78 (Midas по классификации НАТО)      | Самолёт-заправщик на базе Ил-76МД. Первый полёт 26 июня 1983 года. |
| Ил-78М                                   | Ил-78 Модифицированный. Первый полёт 7 марта 1987 года. |
| Ил-78М-2                                 | Проект модернизации Ил-78М аналогично Ил-76МД-М. |
| Ил-78М-90А                               | Самолёт-заправщик разработанный на базе Ил-76МД-90А. |
| Ил-78МК-90                               | Модификация самолёта Ил-78МК. На самолёте установлены более мощные и экономичные двигатели ПС-90А-76, которые удовлетворяют требованиям ИКАО по уровню шума и эмиссии вредных веществ. |
| Ил-78МКИ                                 | (МКИ — модернизированный, коммерческий, индийский), модификация Ил-78М, поставляющаяся по государственному контракту индийским ВВС. |
| Ил-78МП                                  | Обозначение для четырёх самолётов поставленных государственной компанией Укрспецэкспорт по контракту в Пакистан. Серийные машины ремонтировались, дооборудовались и красились на Николаевском авиационно-ремонтом предприятии (ГП НАРП). Контракт подписан в конце 2006 года, поставка осуществлялась в период с декабря 2009 года по май 2012 года. |
| Ил-976                                   | Самолётный командный измерительный пункт (СКИП) телеметрии ракет. Самолёт конструктивно представлял собой гибрид Ил-76МД и А-50. В составе экипажа 15 операторов СКИП. Первый полёт самолёта в 1986 году. Всего было изготовлено 5 машин, сведённых в отряд, с базированием на аэродроме Раменское. В настоящее время три самолёта списаны, один переделан в летающую лабораторию для испытания двигателей и продан в Китай, второй также переделан в ЛЛ — на нём, в частности, испытывался российско-французский двигатель SaM-146 для самолёта Sukhoi Superjet 100 (выполнено 28 полётов). |
| А-50 (Mainstay по классификации НАТО)    | Самолёт дальнего радиолокационного обнаружения и управления. Первый полёт в 1978 году. |
| А-60                                     | Летающая лаборатория, самолёт-носитель лазерного оружия. Построено 2 (по другим данным 3) экземпляра ОКБ Бериева и заводом им. Г. Димитрова в Таганроге на базе Ил-76МД. Первый полёт — 19 августа 1981 года (первый самолёт) и 29 августа 1991 года (второй самолёт). Первый самолёт по окончании испытаний находился на аэродроме Чкаловский, сгорел в 1989 году. Второй самолёт базируется на аэродроме города Пушкин (Санкт-Петербург). Есть информация о третьем Ил-76 (А-60) в Таганроге, который поддерживается в работоспособном состоянии. |
| А-100 «Премьер»                          | Самолёт ДРЛО на базе Ил-76МД-90А. |
| KJ-2000                                  | Китайский самолёт ДРЛО на базе Ил-76ТД. |

- Ил-76ЛЛ
- Ил-76МД
- Сброс воды с Ил-76МД
- Ил-76МФ
- Ил-76ТД в небе над Франкфуртом
- Ил-76ТД-90ВД
- Ил-78
- А-50 (На базе Ил-76МД)

### Ил-76МД-90А
Ил-76МД-90А (Изделие-476) — глубокая модернизация самолёта Ил-76. Предназначен для межрегиональной перевозки войск, тяжёлой крупногабаритной техники и грузов, а также десантирования личного состава, техники и грузов парашютным и посадочным способом. Самолёт транспортирует весь перечень ВВТ, применяемой воздушно-десантными войсками России. Также этот самолёт может использоваться для перевозки больных и раненых и тушения пожаров. Строится Ульяновским авиационным заводом «Авиастар-СП», входящим в состав ОАК.
Этот самолёт иногда называют Ил-476, но официально в КБ Ильюшина и непосредственно на самолётах написано Ил-76МД-90А.
Первый экземпляр построен в декабре 2011 года, его первый полёт состоялся 22 сентября 2012 года. Заводские испытания прошли в 19 полётов, с 18 марта по май 2013 года. С июля 2013 года проходит первый этап ГСИ (3 полёта).
Самолёт Ил-76МД-90А имеет новую конструкцию крыла, новые пермские двигатели ПС-90А-76 тягой 14,5 т каждый, усиленное шасси, изменённые радиоэлектронный и навигационный комплексы с ПрНПК «Купол-III-76М(А)»,бортовой комплекс обороны, защищающий от зенитных ракет с постановкой помех в инфракрасном, ультрафиолетовом, лазерном диапазонах, а также радиолокационных помех.
5 октября 2012, в присутствии В. В. Путина, между «Авиастаром» и Министерством обороны РФ подписан контракт на 39 единиц до 2020 года с поставкой двух первых бортов в 2014 году. Стоимость единицы около 3,5 млрд руб. Первый этап ГСИ начат 10 июля 2013 года.
Первый полёт серийного самолёта прошёл 3 октября 2014 года. 2 апреля 2019 года первый серийный Ил-76МД-90А (серийный номер 0109) передали Минобороны РФ. По состоянию на 9 апреля 2019 года собраны 3 серийных самолёта.
22 декабря 2018 года произвёл первый полёт Ил-76МД-90А с серийным номером 0110, 16 мая 2019 был передан Минобороны РФ.
13 июня 2019 года совершил первый полёт Ил-76МД-90А с заводским номером 0202, 30 августа 2019 года поступил на вооружение 235-го военно-транспортного авиаполка 18-й гв. втад, базирующегося в Ульяновске.
За 2020 год в Ульяновске выпустили 3 самолёта Ил-76МД-90А.

## Операторы
Ил-76 различных модификаций является основным самолётом военно-транспортной авиации России, Украины, Казахстана, Узбекистана. Состоит также на вооружении ВВС стран СНГ, Алжира, Индии, Иордании, Ирана, Ирака, Китая, Ливии, Северной Кореи и Сирии.
Самолёты Ил-76 принимали активное участие в войне в Афганистане и показали там свою высокую эффективность. За время боевых действий было потеряно две машины.

Многочисленные коммерческие компании по всему миру используют гражданские модификации Ил-76 для транспортных перевозок.
Также самолёты участвуют в тушении пожаров.

### Военные
Алжир
- ВВС Алжира — 3 Ил-76МД, 8 Ил-76ТД и 6 топливозаправщиков Ил-78 по состоянию на 2016 год[51]

 Ангола
- ВВС Анголы — 4 Ил-76ТД по состоянию на 2016 год[52]

 Армения
- ВВС Армении — 2 Ил-76 по состоянию на 2016 год[53]

 Азербайджан
- ВВС Азербайджана — бывший эксплуатант

 Беларусь
- ВВС Беларуси — 2 Ил-76 и ещё 9 Ил-76 в гражданском исполнении, доступны для использования в военных целях, по состоянию на 2016 год[54]

 Китай
- ВВС Китая — более 16 Ил-76МД и Ил-76ТД, 1 Ил-78 по состоянию на 2016 год[55]

 Индия
- ВВС Индии — 24 Ил-76МД, 6 Ил-78 и 3 Ил-76ТД с израильским радаром «Phalcon» по состоянию на 2016 год[56]

 Иордания
- ВВС Иордании — 2 Ил-76МФ по состоянию на 2016 год[57]

 Иран
- ВВС Ирана — 12 Ил-76 по состоянию на 2016 год[58]
- Корпус ВВС стражей Исламской революции — 2 Ил-76

 Ирак
- ВВС Ирака имели на вооружении Ил-76, в настоящее время в строю не сохранились

 Республика Конго
- ВВС Республики Конго (правительственный АО) — 1 Ил-76ТД по состоянию на 2021 год[59]

 Ливия
- ВВС Ливии — 4 Ил-76М

 КНДР
- ВВС Северной Кореи — некоторое количество Ил-76 по состоянию на 2016 год[60]

 Россия
- ВКС РФ — 94 Ил-76МД, 3 Ил-76МД-М, 15 Ил-76МД-ПС90А, 5 Ил-78, 10 Ил-78М по состоянию на 2024 год[61]
- Пограничная служба ФСБ РФ — некоторое количество Ил-76 по состоянию на 2016 год[62]
- Войска национальной гвардии России — 9 Ил-76 по состоянию на 2016 год[63]

 Судан
- Военно-воздушные силы Судана — 1 Ил-76 по состоянию на 2016 год[64]

 Сирия
- САВВС — 3 Ил-76 по состоянию на 2016 год[65]

 Украина
- ВВС Украины — 5 Ил-76МД по состоянию на 2021 год[66]

 Йемен
- ВВС Йемена — некоторое количество Ил-76 по состоянию на 2016 год[67]

### Гражданские
ООН
- Воздушная служба гуманитарной миссии ООН использует самолёты с середины 1990-х до настоящего времени. Большинство принадлежит авиакомпании Аэрофлот или ВВС РФ.

 Ангола
- Gira Globo — 1 Ил-76[68]

 Армения
- Dvin Airlines — Ил-76ТД
- Yerevan-Avia — 1 Ил-76

 Азербайджан
- Azal Avia Cargo — 1 Ил-76ТД
- Azerbaijan Airlines — 1 Ил-76М
- Silk Way Airlines — 9, в том числе 1 Ил-76МД, 7 Ил-76ТД и 1 Ил-76ТД-90

 Беларусь
- Belavia эксплуатировала Ил-76 до 1999.
- TransAVIAexport Airlines — 1, в том числе 5 Ил-76МД и 18 Ил-76ТД
- Gomelavia — 5 Ил-76ТД

 Буркина-Фасо
- Faso Airways — 1 Ил-76ТД

 Камбоджа
- Imtrec Aviation эксплуатирует зарегистрированные в Лаосе Ил-76

 Китай
- China United Airlines ранее использовал Ил-76

 Куба
- Cubana de Aviación — 1 Ил-76МД

 ДР Конго
- Air Congo — Ил-76[69]

 Экваториальная Гвинея
- Ecuatorial Cargo использует 1 Ил-76ТД[70].
- Express International Cargo

 Венгрия
- Atlant Hungary эксплуатировал Ил-76[71]
- Hungarian Ukrainian Air Cargo эксплуатировали Ил-76[72]

 Иран
- Atlas Air эксплуатировали как минимум 8 Ил-76ТД[73]
- Chabahar Air эксплуатировали как минимум 2 Ил-76ТД[74]
- Mahan Air эксплуатировали Ил-76.
- Payam Air эксплуатировали 2 Ил-76ТД
- Qeshm Air — 2 Ил-76ТД.
- Safiran Airlines — бывший эксплуатант

 Ирак
- Iraqi Airways — 1 Ил-76

 Казахстан
- Government of Kazakhstan — 1 Ил-76
- Air Almaty использует Ил-76ТД для сдачи в лизинг[75]
- Air Kazakhstan эксплуатировали Ил-76 до своего закрытия 2004
- GST Aero — 1 Ил-76T[76]
- Kazakhstan Airlines эксплуатировали Ил-76ТД до закрытия в 1997
- Sayakhat Airlines — бывший эксплуатант

 Кыргызстан
- Botir Avia — 3 самолёта: 1 Ил-76МД и 2 Ил-76ТД
- Kyrgyzstan Airlines — 1 Ил-76ТД
- Reem Air

 Лаос
- Imtrec aviation of Cambodia имеют зарегистрированные Ил-76ТД[77]

 Латвия
- Inversija — 3 самолёта: 2 Ил-76Т и 1 Ил-76ТД

 Ливия
- Jamahiria Air Transport — Ил-76M, Ил-76ТД, Ил-78[78]
- Libyan Air Cargo, грузовое подразделение Libyan Arab Airlines — 21 самолёт, в том числе 1 Ил-76М и 15 Ил-76ТД

 Мали
- Transafrica Airlines

 Молдова
- Aerocom — эксплуатировали Ил-76МД и Ил-76Т по крайней мере до января 2005
- Airline Transport — несколько Ил-76, 3 самолёта потеряны в катастрофах в 2004 и 2005
- Jet Line International[79]
- Tiramavia

 КНДР
- Air Koryo
- CAAK

 Россия
- МЧС — Ил-76ТД
- Abakan Avia — 3 Ил-76ТД
- Аэрофлот эксплуатировал множество самолётов, в том числе принадлежащие ВВС. На данный момент ни одного Ил-76 в авиапарке не имеет.
- Air STAN — Ил-76ТД[80]
- Airlines 400 — 2 Ил-76ТД.
- Airstars Airways — 4 Ил-76ТД на грузовых перевозках
- ALAK эксплуатировали Ил-76 до своего закрытия в 1999
- Alrosa-Avia — 4 Ил-76ТД на чартерных перевозках
- Aram Air
- Атлант-Союз — до закрытия в 2011 года эксплуатировала 6, в том числе 2 Ил-76МД и 4 Ил-76ТД
- ATRAN Cargo Airlines — 5, в том числе 3 Ил-76T и 2 Ил-76ТД. В прошлом эксплуатировали как минимум один Ил-76М
- Atruvera Aviation — 3 самолёта: 1 Ил-76МД и 2 Ил-76ТД
- Aviacon Zitotrans — 5, в том числе 4 Ил-76ТД
- Aviaenergo — бывший эксплуатант
- Aviast — 4 самолёта: 1 Ил-76МД и 3 Ил-76ТД
- Continental Airways — бывший эксплуатант Ил-76
- Dacono Air — бывший эксплуатант Ил-76
- Dobrolet Airlines — 3 Ил-76ТД
- Домодедовские авиалинии — бывший эксплуатант
- East Line
- Ilavia Airline — 6 самолётов: 2 Ил-76МД и 4 Ил-76ТД
- Крас-эир — бывший эксплуатант
- Krylo Airlines эксплуатировали 2 Ил-76ТД до 2005
- Magadan Avia Leasing — используют Ил-76 для чартерных перевозок и в лизинге
- Moscow Airways эксплуатировали Ил-76ТД в начале 1990-х[81]
- Novosibirsk Air Enterprise — бывший эксплуатант
- Pulkovo Aviation Enterprise — бывший эксплуатант
- авиакомпания Самара — 2 Ил-76ТД
- Tesis Aviation Enterprise — 9 Ил-76ТД
- Тюменские авиалинии
- Uralinteravia
- Волга-Днепр — 7 Ил-76ТД и 2 Ил-76ТД-90ВД

 Сербия
- Air Tomisko — 1 Ил-76ТД
- Kosmas Air — 1 Ил-76ТД

 Сьерра-Леоне
- Aerolift Sierra Leone применяет Ил-76 в специальных чартерных и грузовых перевозках[82]

 СССР
- ВВС СССР имели на вооружении несколько сотен самолётов, по состоянию на 1987 год — 310. Большая часть досталась бывшим союзным республикам после распада СССР
- Jet Air Cargo — один из первых гражданских эксплуатантов Ил-76 в России после «Аэрофлота»[83]

 Судан
- Air West эксплуатировали небольшое количество самолётов, на данный момент неизвестно, сколько находится в строю
- Azza Transport — 2 Ил-76ТД
- East West Cargo
- Juba Cargo[84]
- Badr Airlines — 1 Ил-76[85]
- Trans Attico

 Сирия
- Syrian Arab Airlines — 4, в том числе 3 Ил-76М

 Туркменистан
- Turkmenistan Airlines — 8 Ил-76ТД

 Украина
- Air Service Ukraine — Ил-76МД
- Air Ukraine — бывший эксплуатант, обанкрочен.
- ATI Aircompany — Ил-76 различных модификаций
- Azov Avia Airlines — 2 Ил-76МД
- BSL Airline — 6 Ил-78[86]
- Busol Airlines — бывший эксплуатант, закрыт в 1998
- Khors Aircompany — 2 Ил-76МД
- Lviv Airlines — 3 Ил-76МД
- South Airlines — бывший эксплуатант
- Ukraine Air Alliance —4 самолёта: 1 Ил-76МД и 3 Ил-76ТД
- Ukrainian Cargo Airways — 21, в том числе 19 Ил-76МД
- Veteran Airlines
- Volare Airlines — 3 самолёта: 2 Ил-76МД и 1 Ил-76ТД
- Yuzhmashavia — 2 Ил-76ТД

 США
- North American Tactical Aviation, Inc — бывший эксплуатант
- Tactical Air Defense Services, Inc
- Air Support Systems, LLC применяет Ил-76/78 для пожаротушения

 ОАЭ
- Gulf Aviation Technology and Services — несколько Ил-76 в чартерных перевозках и лизинге
- Phoenix Aviation — 2 Ил-76ТД

 Узбекистан
- Avialeasing — чартерные и лизинговые перевозки
- Uzbekistan Airways — 14 Ил-76ТД

 Йемен
- Yemenia — 2 Ил-76ТД

 Зимбабве
- Avient Aviation — 1 Ил-76

## Потери самолётов
По данным сайта Aviation Safety Network, по состоянию на 27 сентября 2023 года в общей сложности в результате катастроф и серьёзных аварий было потеряно 94 самолёта Ил-76. Ил-76 пытались угнать один раз, при этом никто не погиб. Всего в этих происшествиях погибло 1133 человека.
| Дата       | Бортовой номер | Место происшествия       | Жертвы    | Краткое описание |
| ---------- | -------------- | ------------------------ | --------- | --- |
| 23.11.1979 | СССР-86714     | Витебск                  | 7/7       | Тренировочный ночной полёт. Разбился при заходе на посадку из-за разрушения трансмиссии левого закрылка. |
| 25.12.1979 | СССР-86036     | Кабул                    | 44/44     | Врезался в гору при заходе на посадку из-за отклонения от схемы посадки. |
| 23.09.1980 | YI-AIO         | Багдад                   | н.д.      | Сбит по ошибке собственной ракетой ЗРК С-125 в ходе Ирано-иракской войны. |
| 03.07.1982 | СССР-86834     | Кемерово                 | 0/н.д.    | Грубая посадка. |
| 27.11.1984 | СССР-86739     | Кабул                    | 11/11     | Сбит моджахедами ракетой из ПЗРК. |
|            | СССР-86711     | Рига                     | 0/н.д.    | Врезался в здание аэропорта при рулении, после инцидента списан и уничтожен в 1997 году. |
| 15.04.1986 | 5A-DNF         | Триполи                  | 0/0       | Уничтожены в ходе операции «Каньон Эльдорадо». |
| 15.04.1986 | 5A-DNL         | Триполи                  | 0/0       | Уничтожены в ходе операции «Каньон Эльдорадо». |
| 15.04.1986 | 5A-DLL         | Триполи                  | 0/0       | Уничтожены в ходе операции «Каньон Эльдорадо». |
| 15.04.1986 | 5A-DZZ         | Триполи                  | 0/0       | Повреждён в ходе операции «Каньон Эльдорадо», восстановлен. |
| 02.04.1987 | СССР-76679     | Сиваш                    | 8/8       | Столкнулись в воздухе в ходе ночного учебного полёта. |
| 02.04.1987 | СССР-76685     | Сиваш                    | 8/8       | Столкнулись в воздухе в ходе ночного учебного полёта. |
| 07.08.1987 | 5A-DKK         | Себха                    | н.д.      | Грубая посадка при взлёте в условиях обстрела и ошибки в настройке высотомера. |
| лето 1988  | СССР-79768     | Луена                    | 0/н.д.    | Подбит ракетой в двигатель при взлёте. |
| 11.12.1988 | СССР-86732     | Ленинакан                | 77/78     | Участвовал в спасательной операции после Спитакского землетрясения. Врезался в гору при заходе на посадку. Причиной аварии стала сильная усталость экипажа и неправильная настройка высотомера. |
| 19.12.1988 | СССР-78771     | Новая Земля              | 0/10      | Посадка до полосы из-за ослепления экипажа посадочными фарами в условиях снежного заряда; столкновение с прожектором АПМ-90. |
| 10.08.1989 | СССР-86742     | Кречевицы                | 7/7       | Воздействие мощного грозового заряда на самолёт, вывод из строя экипажа самолёта. |
| 18.10.1989 | СССР-76569     | Баку                     | 57/57     | Разрушение двигателя после взлёта. Пожар и отрыв первого двигателя. Вследствие разрушения крыла из-за пожара упал в море на посадочной прямой, не долетев до ВПП всего 4 километра. |
| 20.10.1989 | СССР-76466     | Ленинакан                | 15/15     | Разбился при снижении. Экипаж ошибочно запрограммировал высотомер, завысив показания на 1100 метров. |
| 01.02.1990 | СССР-86021     | Паневежис                | 8/8       | После ухода на второй круг по неустановленной причине потерял управление и упал на лес. |
| 27.03.1990 | СССР-78781     | Кабул                    | 8/8       | Арендован у ВТА УзУГА. Экипаж имел крайне низкую подготовку при выполнении схемы захода на посадку с максимальным градиентом снижения в ограниченной зоне аэропорта Кабула. При выходе на посадочный курс оказались правее ВПП сохраняя снижение. При попытке уйти на второй круг КВС не дал команду бортинженеру «взлётный режим» и перевёл самолёт в набор высоты. Резкая потеря скорости привела к катастрофе.     |
| 12.06.1990 | СССР-86905     | Кабул                    | 0/10      | Подбит моджахедами из ПЗРК в левый борт, совершил посадку на брюхо с двумя отказавшими левыми двигателями. |
| 24.05.1991 | LZ-INK         | Бахтаран                 | 4/10      | Аварийная посадка на землю после истощения топлива, три раза заходил на посадку. Вёз гуманитарную помощь. |
| 28.08.1992 | RA-78780       | Кабул                    | 0/0       | Эвакуация российской дипмиссии. Обстрел готовящегося к вылету самолёта, разрушение крыла и пожар. |
| 23.01.1993 | н.д.           | Ирак                     | н.д.      | Самолёт ДРЛО «Adnan»-1. Сгорел на земле на авиабазе Аль-Такадум от повреждений, полученных во время налёта авиации Многонациональных сил. |
| 08.07.1993 | RA-86039       | Псков                    | 11/11     | Взрыв снарядов и пожар в кабине стрелка, разрушение хвостовой части. Разбился при экстренном возврате на аэродром. |
| 19.07.1994 | н.д.           | Луанда                   | 0/0       | Уничтожен на земле при артобстреле. |
| 31.12.1994 | EW-76836       | Сараево                  | 0/н. д.   | Вылетел за пределы залитой водой ВПП. |
| 05.04.1996 | RA-76752       | Петропавловск-Камчатский | 19/19     | Врезался в гору из-за ошибки ввода команд в управляющий вычислительный комплекс и полного бездействия УВД. |
| 06.06.1996 | UR-76539       | Киншаса                  | 10/10     | Разбился при взлёте из-за не выпущенной механизации. |
| 19.08.1996 | RA-76513       | Белград                  | 12/12     | Разбился из-за полного обесточивания. |
| 12.11.1996 | UN-76435       | Чархи-Дадри              | 312+37/37 | Из-за слабого знания английского языка в экипаже снизился ниже разрешённой высоты и столкнулся с Boeing 747. |
| 28.11.1996 | RA-78804       | Абакан                   | 23/23     | Разбился вскоре после взлёта на склоне сопки, был перегружен. |
| 25.01.1997 | RA-76834       | Анадырь                  | 0/26      | Разбился при взлёте, экипаж выполнял взлёт с нарушением инструкций. |
| 13.07.1998 | UR-76424       | Рас-эль-Хайма            | 8/8       | Причиной катастрофы явилось решение КВС выполнять полёт на перегруженном самолёте и производить взлёт с попутным ветром в условиях высокой температуры наружного воздуха, что привело к просадке самолёта в момент окончания уборки закрылков и к его переходу в снижение вследствие дальнейшего неправильного манипулирования органами управления.                                                                   |
| 17.07.1998 | UR-UCI         | Асмэра                   | 10/10     | Разбился при снижении. |
| 26.07.1999 | RA-76819       | Иркутск                  | 0/7       | Разбился при взлёте, столкнувшись со зданием радиомаяка, маяка и рубки. Был перегружен. |
| 21.06.2000 | RA-76723       | Астрахань                | 0/228     | Аварийная посадка из-за проблем с гидросистемой крыла и последовавшим возгоранием из-за короткого замыкания в силовом кабеле. Самолёт полностью сгорел. |
| 18.04.2001 | UR-78821       | Остенде                  | 0/8       | Прервал взлёт из-за пожара двигателя. На большой скорости вылетел за пределы ВПП и подломил левую опору шасси. |
| 14.07.2001 | RA-76588       | Москва                   | 10/10     | Разбился при взлёте из-за значительного перегруза и нарушения центровки груза. |
| 02.12.2001 | RA-76839       | Новая Иня                | 18/18     | Пожар на борту и разрушение самолёта в воздухе. |
| 24.02.2002 | 15-2281        | Мешхед                   | 0/230     | Возврат в аэропорт, пожар на борту. |
| 27.07.2002 | UR-76717       | Львов                    | 0/0       | Был повреждён на стоянке во время катастрофы Су-27. |
| 08.12.2002 | RA-76758       | Гуам                     | 0/0       | Повреждён тайфуном. |
| 31.01.2003 | RDPL-34141     | Восточный Тимор          | 6/6       | Разбился при четвёртом заходе на посадку в условиях плохой видимости. |
| 19.02.2003 | 15-2280        | Керман                   | 275/275   | Столкновение с горой, был перегружен. |
| 04.04.2003 | YI-ALU         | Аль-Такадум              | 0/0       | Уничтожен ракетами на авиабазе в ходе войны в Ираке. |
| 08.05.2003 | UR-UCB         | Киншаса                  | н.д./н.д. | Примерно через 45 минут после взлёта задняя грузовая дверь открылась в полёте, вызвав декомпрессию грузового отсека. Несколько пассажиров были выброшены наружу. Самолёт благополучно вернулся в Киншасу. Число погибших точно неизвестно. Власти сообщали о 7 погибших, в то время как в различных источниках пишут о более 100 жертв.                                                                               |
| 04.03.2004 | UR-ZVA         | Баку                     | 3/7       | Разбился при взлёте из-за попытки взлёта без выпущенной механизации. Экипаж продолжал разбег и в процессе отрыва бортинженер самостоятельно убрал режим двигателей со взлётного на малый газ, пытаясь прекратить взлёт. Самолёт вылетел за полосу и получил значительные повреждения. Погибли штурман, бортинженер и обслуживающий технический персонал, находившиеся на нижней палубе. КВС впоследствии был осуждён. |
| 18.05.2004 | 4K-AZ27        | Урумчи                   | 7/7       | Разбился при выполнении взлёта. |
| 30.12.2004 | ER-IBM         | Душанбе                  | 0/8       | Потерял одну из стоек шасси при посадке в Кабуле в условиях тумана. Ушёл на второй круг и на запасной аэродром Душанбе, где и совершил успешную посадку без шасси. |
| 03.02.2005 | ST-EWB         | Хартум                   | 7/7       | Упал на посадочной прямой аэропорта Хартума из-за сильной утечки топлива в полёте. |
| 23.03.2005 | ER-IBR         | Мванза                   | 8/8       | Разбился при взлёте. Возможная причина — перегруз. |
| 11.11.2005 | 4L-ZIL         | Афганистан               | 8/8       | Сбит с земли. Версия сомнительна, учитывая то, что в районе катастрофы была сплошная облачность с низкой границей облаков. |
| 09.03.2007 | EW-78826       | Могадишо                 | 0/15      | Повреждён при заходе на посадку. В борт попал снаряд от ручного гранатомёта РПГ что вызвало пожар в грузовой кабине после посадки. |
| 23.03.2007 | EW-78849       | Могадишо                 | 11/11     | Сбит боевиками при взлёте, прилетел за деталями предыдущего Ил-76. |
| 10.05.2007 | EX-093         | Пуэнт-Нуар               | 0/0       | Загорелся при погрузке. |
| 14.02.2008 | UN-76020       | Кандагар                 | 0/н.д.    | При посадке после раскрытия створок при реверсе загорелись двигатель и крыло. |
| 30.06.2008 | ST-WTB         | Хартум                   | 4/4       | Упал при взлёте. |
| 15.01.2009 | RA-76825       | Махачкала                | 4/7       | Ожидал взлёта рядом с ВПП, другой Ил-76 (RA-76827) при пробеге после посадки ударил его крылом по кабине. |
| 09.03.2009 | S9-SAB         | озеро Виктория           | 11/11     | Пожар (или взрыв) на борту, упал вскоре после взлёта. |
| 22.09.2009 | 5-8208         | Тегеран                  | 7/7       | Самолёт ДРЛО «Simorgh» (бывший иракский «Adnan»-2). При заходе на аварийную посадку радар отвалился и ударил в киль. |
| 01.11.2009 | RA-76801       | Мирный                   | 11/11     | Взлёт с застопоренным правым элероном и столкновение с рудным отвалом. Ошибка экипажа при взлёте. |
| 28.11.2010 | 4L-GNI         | Карачи                   | 12+8/8    | При взлёте загорелись двигатель и всё правое крыло, рухнул на строящиеся дома. |
| 06.07.2011 | 4K-AZ55        | Кабул                    | 9/9       | Разбился при заходе на посадку из-за ошибки экипажа. |
| 26.08.2011 | н.д.           | Триполи                  | 0/0       | Уничтожен в аэропорту огнём из установки «Град» во время гражданской войны. |
| 27.06.2012 | RA-76761       | Мигалово                 | 0/н.д.    | Грубая посадка, ошибка экипажа. |
| 30.11.2012 | ЕК-76300       | Браззавиль               | 25+7/7    | Упал на посёлок в километре от ВПП из-за плохих метеоусловий. |
| 14.06.2014 | UR-76777       | Луганск                  | 49/49     | Сбит при заходе на посадку. |
| 16.07.2014 | 5A-DNG         | Триполи                  | 0/0       | Самолёт ВВС Ливии. Уничтожен выстрелом из РПГ при атаке на аэропорт Триполи |
| 27.07.2014 | 5A-DZZ         | Триполи                  | 0/0       | Уничтожен при атаке на аэропорт Триполи. |
| 30.01.2015 | 5A-DNK         | Триполи                  | 0/0       | Сгорел в аэропорту. Причины устанавливаются. |
| xx.04.2015 | 7O-ADO         | Сана                     | 0/н.д.    | Уничтожен во время бомбардировок аэропорта силами международной коалиции. |
| 04.05.2015 | 7O-ADG         | Сана                     | 0/н.д.    | Уничтожен во время бомбардировок аэропорта силами международной коалиции. |
| 01.07.2016 | RA-76840       | Рыбный Уян               | 10/10     | Врезался в сопку при тушении лесных пожаров. |
| 11.04.2018 | 7T-WIV         | Буфарик                  | 257/257   | Разбился вскоре после взлёта. Расследование продолжается. Возможная причина — перегруз. |
| 26.07.2019 | UR-CMC         | Эль-Джуфра               | 1/н.д.    | Обстрелян и сгорел на аэродроме Эль-Джуфра. Принадлежал украинской авиакомпании Europe Air, перевозил оружие из ОАЭ для войск Халифы Хафтара. При попытке спасти документы погиб один член экипажа. |
| 26.07.2019 | UR-CRP         | Эль-Джуфра               | 0/н.д.    | Обстрелян и сгорел на аэродроме Эль-Джуфра. Принадлежал украинской авиакомпании Europe Air, перевозил оружие из ОАЭ для войск Халифы Хафтара. |
| 06.08.2019 | UR-COZ         | Мисрата                  | 0/н.д.    | Уничтожен на стоянке при обстреле в аэропорту Мисрата, Ливия. Принадлежал украинской авиакомпании «Скайавиатранс». Авиаудар был нанесён войсками Халифы Хафтара. |
| 09.05.2020 | 5A-DLL         | Триполи                  | 0/0       | Ил-78. Уничтожен на стоянке в аэропорту Митига, Ливия. Принадлежал Ливийской национальной армии. |
| 24.02.2022 | 76322          | Мелитополь               | н.д./н.д. | Уничтожены в результате обстрела на аэродроме Мелитополь. Принадлежали ВВС Украины. |
| 24.02.2022 | 76697          | Мелитополь               | н.д./н.д. | Уничтожены в результате обстрела на аэродроме Мелитополь. Принадлежали ВВС Украины. |
| 24.06.2022 | RF-78778       | Рязань                   | 5/9       | Потерпел крушение в районе Михайловского шоссе города Рязани. На месте падения начался пожар, воздушное судно повредило линии электропередачи. Самолёт упал в поле рядом с частными жилыми домами. Погибли четыре человека, ещё пятеро пострадали. Минобороны России сообщило, что Ил-76 потерпел крушение в Рязани из-за неисправности двигателя.                                                                    |
| 16.04.2023 | ST-EWD         | Хартум                   | 0/0       | Уничтожены на стоянке при обстреле в аэропорту Хартума, Судан. Принадлежали суданской авиакомпании «Kursh Aviation». |
| 16.04.2023 | ST-APS         | Хартум                   | 0/0       | Уничтожены на стоянке при обстреле в аэропорту Хартума, Судан. Принадлежали суданской авиакомпании «Kursh Aviation». |
| 16.04.2023 | ST-BDN         | Хартум                   | 0/0       | Уничтожен на стоянке при обстреле в аэропорту Хартума, Судан. Принадлежал суданской авиакомпании Badr Airlines. |
| 16.04.2023 | EW-576TH       | Хартум                   | 0/0       | Уничтожен на стоянке при обстреле в аэропорту Хартума, Судан. Принадлежал белорусской авиакомпании Belcanto Airlines. |
| 23.09.2023 | Флаг Мали      | Гао                      | 11/12     | Грузовой самолёт Ил-76ТД, разбился в аэропорту Гао, в восточной части Мали. По одной из версий, самолёт принадлежал Военно-воздушным силам (ВВС) Мали. На борту было 12 человек. |
| 30.08.2023 | Флаг России    | Псков                    | 0/0       | Два Ил-76 полностью сгорели, ещё два получили повреждения в результате атаки украинских БПЛА на аэропорт Пскова. Самолёты принадлежали 334 военно-транспортному авиационному полку России |
| 20.10.2023 | Флаг России    | Душанбе                  | 0/8       | В ночь с 19 на 20 октября Ил-76МД загорелся во время взлета с аэродрома в Душанбе. На борту было восемь человек, никто не пострадал. Самолёт выкатился за пределы ВПП и сгорел. |
| 24.01.2024 | Флаг России    | Белгород                 | 74/74     | Сбит ПВО Украины в небе над Белгородской областью. |
| 12.03.2024 | Флаг России    | Иваново                  | 15/15     | Потерпел крушение в Ивановской области |
| 21.10.2024 | EX-76 011      | Дарфур                   | ?/?       | Был сбит, предположительно, участниками военизированной группировки "Силы быстро поддержки" в небе над Дарфуром. |

Кроме того, 14 января 2024 и 23 февраля 2024 произошли авиационные происшествия с самолётами А-50 (модификациями Ил-76), а 12 марта 2024 - с самолётом Ил-76. 26 февраля 2023 года на военном аэродроме «Мачулищи» (Беларусь) в результате взрывов повреждён и отправлен на завод в Россию. Состояние неизвестно.

## Самолёты-памятники и музейные экспонаты
| Тип     | Бортовой номер             | Серийный номер | Местонахождение                             | Изображение |
| ------- | -------------------------- | -------------- | ------------------------------------------- | ----------- |
| Ил-76Т  | UR-UCI (бывший CCCP-76511) | 083414444      | Государственный музей авиации Украины       |             |
| Ил-76МД | CCCP-86913                 | 0023438108     | Музей военно-транспортной авиации (Иваново) |             |
| Ил-76М  | CCCP-86047                 | 093418572      | Центральный музей Военно-воздушных сил РФ   |             |
| Ил-76ПС | CCCP-76621                 | 0043456695     | Авиационно-технический музей (Луганск)      |             |
| Ил-76Т  | EW-76709                   | 0003427796     | Минск (Аэропорт)                            |             |

## Места дислокации

### Россия
- Ульяновск-Восточный (аэропорт).
- Тверь (аэродром Мигалово).
- Псков (аэродром Кресты).
- Таганрог (аэродром Центральный).
- Оренбург-2 (аэродром).
- Жуковский (аэродром Раменское) — аэродром ЛИИ имени Громова, самолёты ФГУАП МЧС России.
- Нижний Новгород (аэропорт Стригино).
- Балабаново Калужская область (аэропорт Ермолино).
- Брянская область (аэродром Сеща).
- Иваново (аэродром Северный).
- аэродром Чкаловский.
- Балашов — аэродром БВВАУЛ — доставлен своим ходом на старый аэродром Ветлянка.
- Рязань (авиабаза Дягилево) — 203-й отдельный гвардейский авиационный Орловский полк (самолётов-заправщиков).
- Хабаровский авиационно-спасательный центр МЧС России.
- Воронеж, Балтимор (аэродром).

### Узбекистан
- Аэродром Ташкент — Тузель
- Аэродром Ташкент — Южный

### Украина
- Аэропорт Киев — Борисполь.
- Запорожье — аэродром Мокрая — база хранения.

### Беларусь
- Минск, Мачулищи (аэропорт)
- Аэропорт Минск-2

### Азербайджан
- Баку (аэропорт имени Гейдара Алиева)
- Аэродром Баку — Кала

### Армения
- Аэропорт Эребуни, Ереван.

### Кыргызстан
Международный аэропорт Манас

### Туркменистан
- Международный аэропорт Ашхабад